# Хасевич Ніл Антонович
Ніл Антонович Хасе́вич (25 листопада 1905, Дюксин, Рівненський повіт, Волинська губернія, нині Деражненська сільська громада, Рівненський район, Рівненська область — 4 березня 1952, Сухівці, Рівненський район, Рівненська область) — український художник, графік, активний громадський і політичний діяч, член ОУН і УГВР. Лицар Срібного Хреста Заслуги та медалі «За боротьбу в особливо важких умовах».
Псевда: Бей-Зот, Левко, Рибалка, 333, Старий, Джміль.

## Життєпис

### Дитинство та юність

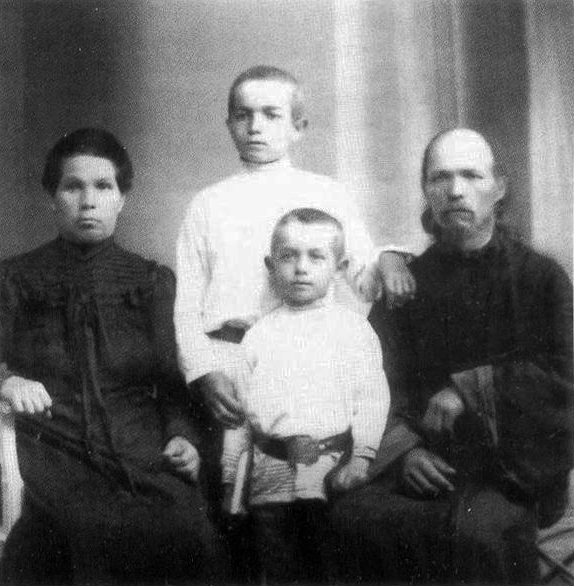
Сім'я Хасевичів (зліва направо): Феодотія Хасевич, Федір Хасевич, Ніл Хасевич і Антон Хасевич. 1910-ті роки

Ніл Хасевич народився 25 листопада (12 листопада за старим стилем) 1905 року в селі Дюксин на Волині, нині Деражненська сільська громада, Рівненський район, Рівненська область (за тодішнім адмінподілом — Рівненський повіт, Волинська губернія, Російська імперія) в родині псаломника Антона Івановича Хасевича та його дружини Феодотії Олексіївни. Старші брати Анатолій і Федір стали українськими священниками на Волині. Анатолія закатували поляки в селі Дерев'яне поблизу волинського містечка Клевань, а Федір загинув після війни на засланні в Сибіру. Ніл також навчався у духовній семінарії і перші уроки малювання отримав в іконописній майстерні.
Окрім хисту до малювання, Хасевич мав ще й добрий голос.
Коли Хасевичу було 14 років, в його житті сталася трагічна подія: повертаючись із Рівного, на деражнянському залізничному переїзді вони з матір'ю потрапили під потяг — мати загинула, а Ніл, втративши ліву ногу, на все життя зостався калікою. Вміючи різьбити по дереву, Ніл сам виготовив собі протез і наполегливо йшов до мети — одержати освіту.

### Навчання і творчість
Після лікування він навчався в майстерні Василя Леня в Рівному. 1925 року склав екстерном іспит і здобув атестат Рівненської гімназії. А з 1925 до 1926 року працював помічником іконописця. Гроші, отримані від французької залізничної компанії як компенсацію за нещасний випадок, використав на навчання у Варшавській академії красних мистецтв. Юнак закінчив графічний факультет, живопису навчався у професорів Мілоша та Мечислава Катарбінських, а графіки — у професора Владислава Скочиляса.

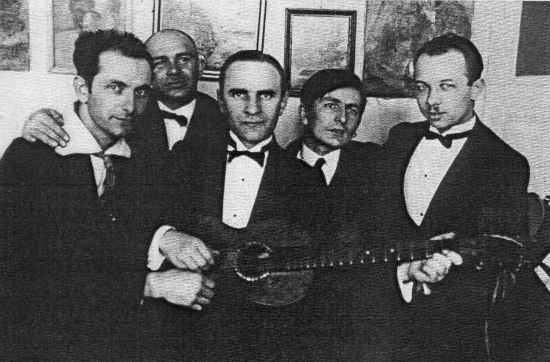
З друзями під час варшавських студій. 1930-ті роки

У Варшаві того часу працював невеликий гурток українських митців і студентів академії, які заснували товариство «Спокій», куди входили Н. Хасевич, П. Андрусій, В. Васьківський, С. Дричик, В. Зварич, П. Холодний, В. Гаврилюк та П. Мегик. Зі спогадів останнього про свого земляка:

| «… невеличкого зросту, бідно вдягнений хлопчина, з палицею в руці, бо замість лівої ноги — дерев'яна, закінчена грубим патиком, примітивна, власної роботи протеза… Пильно вчиться і неймовірно матеріально бідує. З дому від батька не одержує нічого, бо там не менша біда…». |
У 1930-х роках належав до студентської спілки «Запоріжжя». Захистивши дипломну роботу на тему «Святий Володимир», 1935 року Ніл здобув диплом про вищу художню освіту з правом вчителювання в середніх школах. З початком Другої світової війни він повертається до свого села. Але ще 1931 року його полотно «Прання» було відзначене премією «Ватикан», а наступного року — портрет гетьмана Івана Мазепи — дипломом Варшавської академії.
Роздумуючи про специфіку мистецтва, Ніл Хасевич 24 лютого 1933 року запише: 
| «Малюнок є правдою абсолютною, а мову правди треба вчити скрізь і завжди… Це єдина мова, якою можна висловити все». | Для того, щоб вивчити цю мову, Ніл Хасевич від руки, гусячим пером, переписав Пересопницьке євангеліє[джерело?]. В процесі роботи досконало вивчив кириличний шрифт.
Поступово він переходить від олійного живопису до графіки і починає займатися гравюрами, а саме — дереворитами (дереворізами). На початку 1930-х років Ніл Хасевич виставляється в художніх салонах Львова, Праги, Берліна, Чикаго, Лос-Анджелеса. У 1937 р. здобуває третій грошовий приз на міжнародній виставці гравюр по дереву у Варшаві. За два роки там же виходить з друку художній альбом «Книжкові знаки Ніла Хасевича». Цього ж року в американському місті Філадельфія побачив світ художній альбом «Екслібрис Ніла Хасевича». Водночас художник співпрацює з українськими часописами «Шлях» та «Волинське слово». Митець невтомно шліфував професійну майстерність. Його портрети князя Володимира Великого, екслібрис президента УНР в екзилі Андрія Левицького, серія творів в альманасі «Дереворити» високо оцінені фахівцями. Його порівнюють із Іваном Трушем, Юрієм Нарбутом, Василем Кричевським.

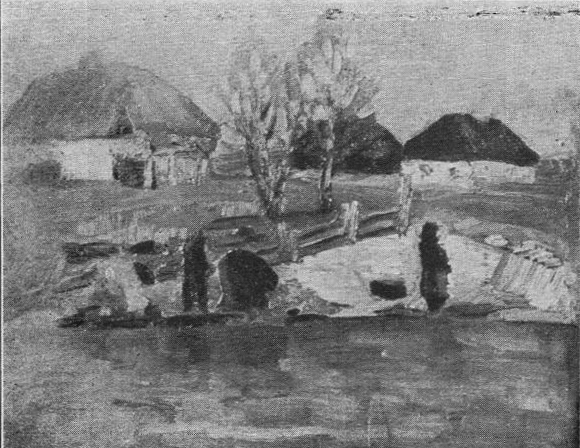
Волинь. Полотно, олія. 1920-ті роки
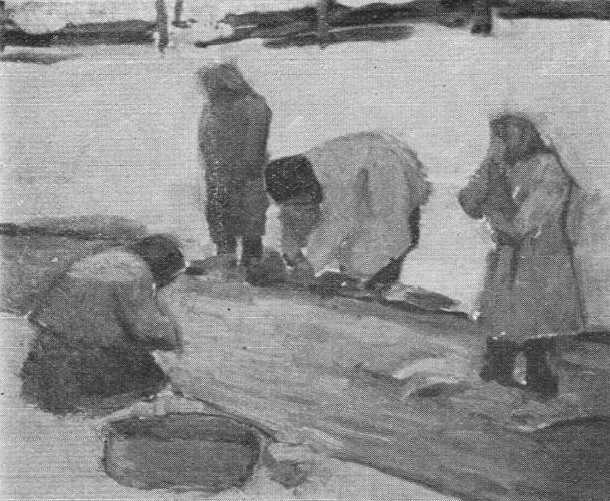
Прання. Полотно, олія. 1920-ті роки
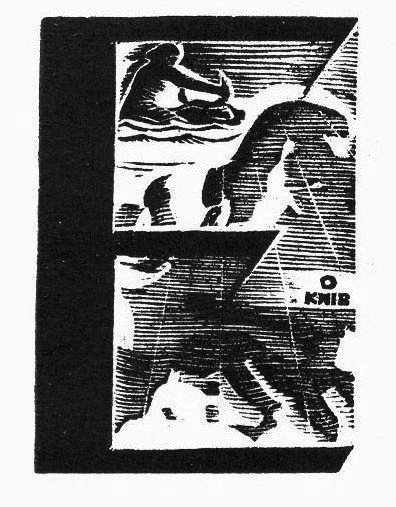
Ініціал «Е». Дереворит. 1930-ті роки
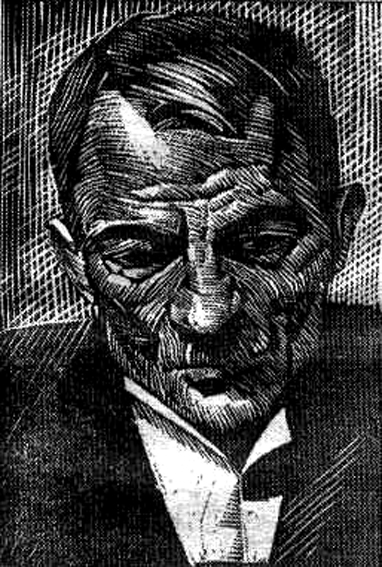
Портрет. Дереворит. 1930-ті роки

### Діяльність в ОУН

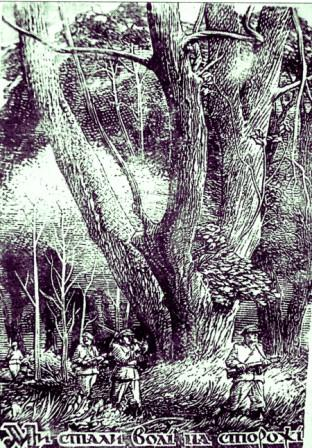
Дереворит. Серія: «Волинь у боротьбі». 1948 рік

Хасевич був успішним митцем і міг спокійно жити з цього. Ніл Хасевич був активним громадським та політичним діячем, членом Волинського Українського об'єднання (з 1935 року). Був делегатом крайового з'їзду ВУО 1935 року в Луцьку. Був особисто знайомий зі Степаном Бандерою та іншими керівниками українського національного руху. Входив до центрального і крайового проводів ОУН, згодом став членом Української Головної Визвольної Ради (УГВР). Але насувалася світова війна, і доля поставила його перед вибором. Одночасно із творчістю він займається громадською і політичною діяльністю: входить до Волинського українського об'єднання, а згодом вступає до ОУН. З квітня 1943 року, коли масово формувалися загони УПА, художник долучився до підпільної роботи. Його було обрано до центрального і крайового проводів ОУН.
З того часу починається кочове життя. Робота в криївках, постійна зміна місця перебування, постійна небезпека. Його знали за псевдонімами Бей-Зот, Левко, Рибалка, 333, Старий, Джміль. Ніл Хасевич був талановитим пропагандистом, керував друкарнею повстанців, працював художником і редактором, готуючи ілюстрації до сатиричних журналів УПА «Український перець» та «Хрін», оформляв летючки, листівки, підпільні видання, випустив альбом карикатур. Митець розробляв також проєкти прапорів, печаток, бланків для повстанців. Протягом 1943–1944 рр. очолював політико-пропагандистську ланку групи УПА «Північ», якою командував Клим Савур (Дмитро Клячківський). Після смерті свого друга і провідника Хасевич ще впродовж семи років лишався на бойовому посту. Доробок воєнної й повоєнної доби — 150 дереворитів, які видано за океаном в альбомах «Волинь у боротьбі» та «Графіка в бункерах УПА» (1950–1952 рр.).
У 1941 р. він стає членом Львівської спілки праці українських образотворчих мистецтв та співпрацює з рівненським часописом «Волинь» разом з Уласом Самчуком. В окупованому нацистами Львові у 1942–1943 рр. проходила виставка українських художників, на якій Ніл Хасевич експонував роботу патріотичної тематики «Спіть, хлопці, спіть».
Ніл Хасевич також розробляв дизайн бофонів (знаків «позики на бойові потреби»).

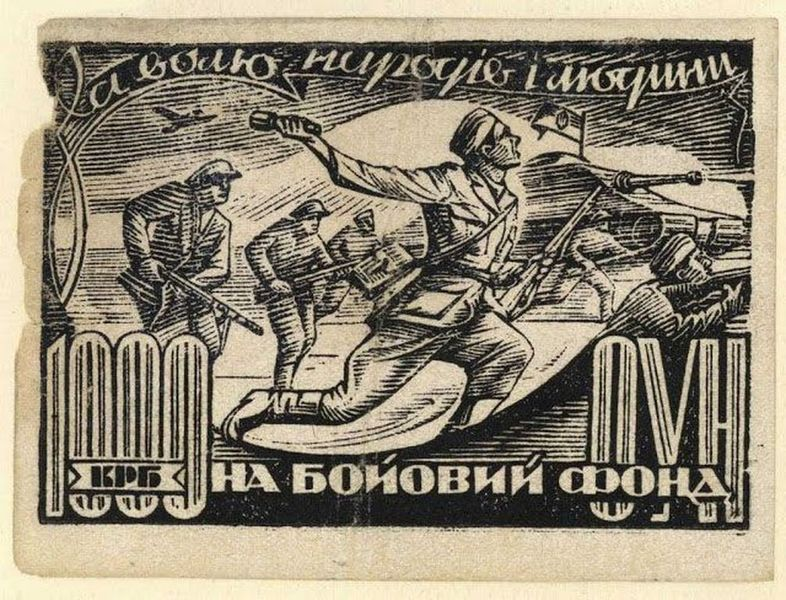
1000 карбованців
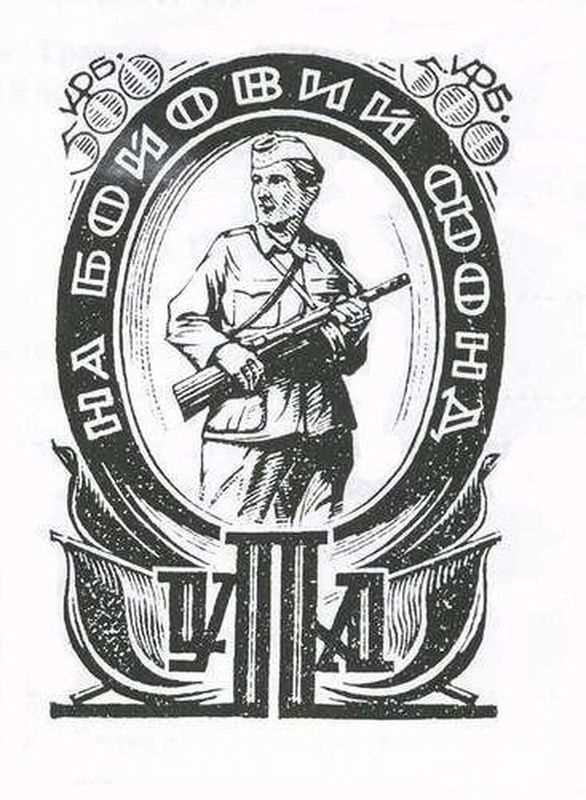
500 карбованців
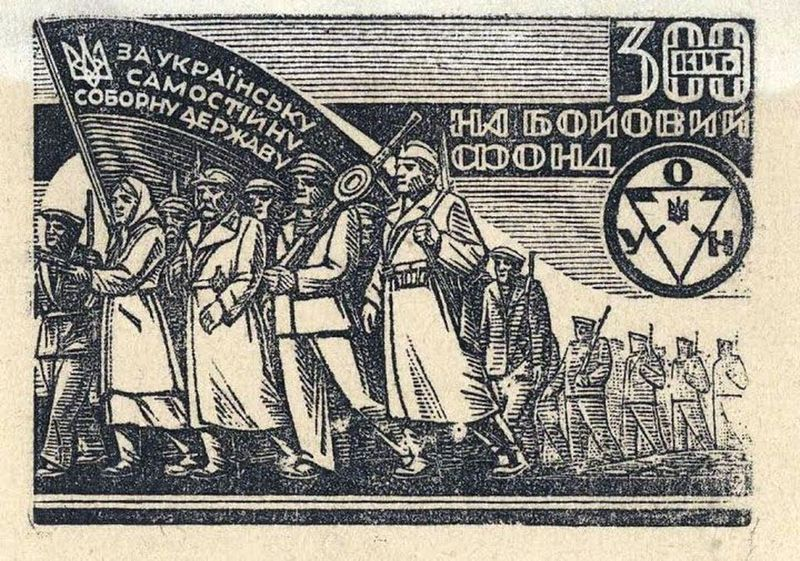
300 карбованців
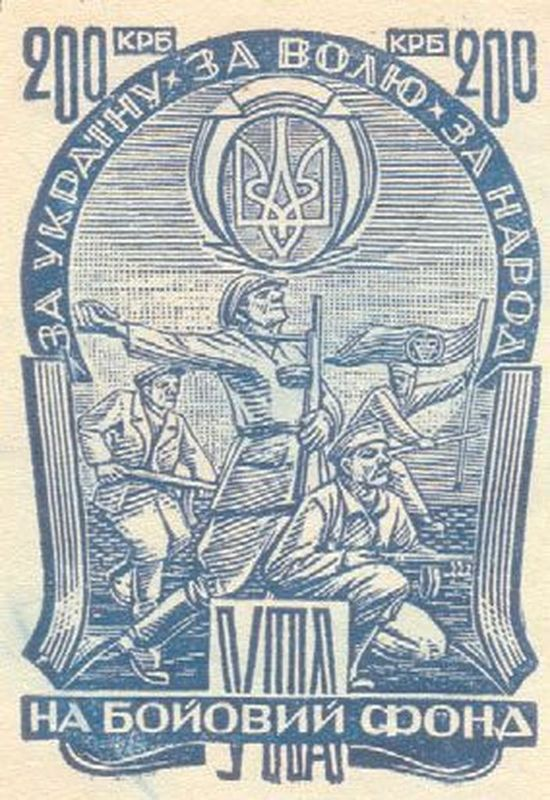
200 карбованців
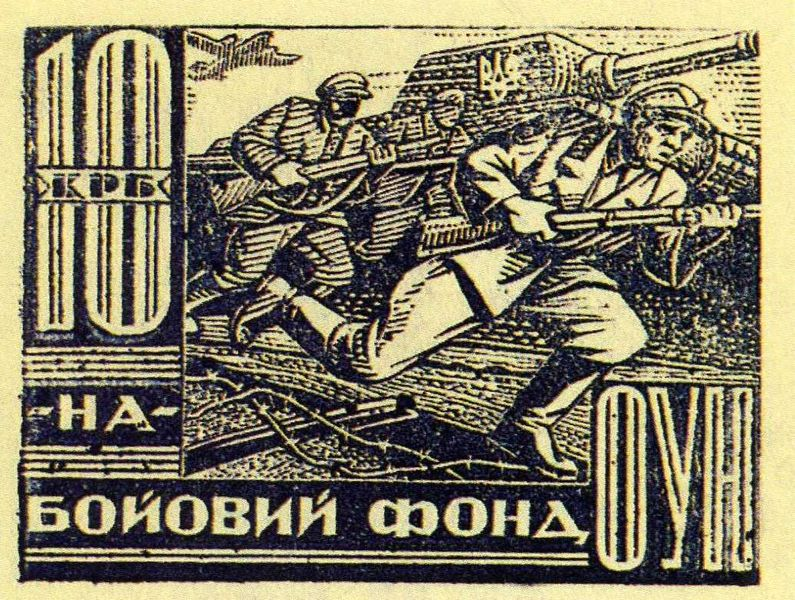
200 карбованців

У червні 1948-го Українська головна визвольна рада (УГВР) запровадила відзнаки підпільникам, які заслужили їх особистою звитягою. Саме «Зот» створив ескізи Хреста Заслуги і Хреста Бойової Заслуги та медалі «За боротьбу в особливо важких умовах». Згодом самого автора було відзначено Срібним хрестом заслуги та медаллю й обрано до УГВР від української інтелігенції. Лише одиниці знали про те, ким він є насправді, чим займається і де перебуває. Від схрону до схрону його перевозили на велосипеді.

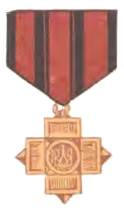
Хрести Заслуги, проєкт № 1
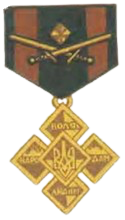
Хрести Заслуги, проєкт № 2

#### Учні
Відомі псевда його учнів: «Артем», «Мирон», «Свирид», «Гнат», «Скиба», «Довбуш». Їхні справжні імена невідомі, крім І.Малімона-«Артема» та І.Яцука-«Довбуша».

### Обставини загибелі

На місці загибелі

Та в 1951 році зі столиці СРСР надійшов наказ — «пресечь антисоветскую деятельность» Хасевича, бо гравюри з підпілля потрапили до делегатів Генеральної Асамблеї ООН та іноземних дипломатів, а потім були надруковані у згаданому вище збірнику «Графіка в бункерах УПА». Для розшуку митця було створено міжобласну оперативну групу, яку очолив капітан держбезпеки Борис Стекляр. До неї ввійшли також капітани Маркелов та Кудрицький. На слід «Зота» чекісти виходили кілька разів. Одного разу у Львові через громадянина М., який переховував у себе особистий архів Ніла Хасевича (заховав їх у скляну банку і закопав у садку), «органи» спробували виманити підпільника й захопити його, та безуспішно. Згодом в одному із захоплених бункерів знайшли зашифровані документи. Коли їх розшифрували, то прочитали: «Заготували для Вас 5 кілограмів паперу, вишневе дерево» (з якого робилися друкарські кліше для виготовлення листівок та гравюр). Шифровка вказувала і адресу: бункер на хуторі біля с. Сухівці, що за 12 км від містечка Клевань Рівненської області. Хутір оточили.
Криївку було обладнано на селянському дворі. Прихований вхід до підземелля містився у клуні під дровами. Сам бункер, порівняно просторий, мав три приміщення. Тут і відбувся останній бій Хасевича і двох повстанців, які його охороняли, з гебістами. З книги Теодора Гладкова «Со щитом и мечом», яка 1988 року вийшла у львівському видавництві «Каменяр», ми знаємо подробиці смерті художника й воїна.
| «Виходьте! Інакше закидаємо гранатами!» — крикнув Стекляр[4]. Відповіддю було мовчання. Отже, переговори не відбулися. Чекіст витягнув із сумки гранату РГД і шепнув командиру відділення… Сержант точно, на півметра, не вище, підняв важку затичку… Цього вистачило, щоб метнути в лаз гранату. Глухо прогримів під ногами вибух… Почекавши трохи, капітан дав сигнал солдатам підняти затичку і знову вигукнув: «Хто живий — виходьте! Інакше пустимо гранати в хід!» Ніхто не вийшов… Живих у бункері не виявилося. При світлі акумуляторного ліхтаря Стекляр побачив три трупи. В одного відсутня нога — це був «Зот». У руці… стискав автомат. |
За іншими даними, Ніл Хасевич застрелився з особистої зброї разом із двома своїми охоронцями — В'ячеславом Антонюком — «Матвієм» та Антоном Мельничуком — «Гнатом», спаливши перед тим усі важливі документи.
Зі спогадів Дмитра Удода, колишнього вояка УПА: 
| «Це було 1952 року в Клевані, колишньому райцентрі на Рівненщині, до якого входили Білівські хутори, де в криївці був убитий Ніл. Їх, повстанців, привезли напівголими, звалили на сніг. Посадили в рядок. Його посадили під дубом. Чекісти привозили завжди вбитих для показу людям. Це робилося і на глум, і на пострах населення, щоб деморалізувати його… Коли вже енкаведистам набридало видовище, вони вивозили трупи в окописька. Десь там і тіло Ніла Хасевича знайшло свій останній притулок». |
За три дні тіла убитих повстанців вивезли в невідомому напрямі.
Юлій Головацький, український літератор, учасник національно-визвольного руху за незалежність України та політв'язень, написав твір «Бочка» в 1956 році, який було почастинно опубліковано в 1996–1998 рр., в якому також описано смерть Ніла Хасевича:
«Щойно на другий день добралися до мертвих повстанців; їх прив'язували мертвих до шнура-ужища і по одному діставали з криївки на поверхню. Тіла убитих були не пошматовані; конструкцією криївки був передбачений сховок на випадок, коли криївку закидатимуть гранатами. В кожного з хлопців на голові були сліди від куль — вони пострілялися самі. Так загинули „Зот“, а з ним — ще два його друзі по боротьбі».

## Родина
Друга світова викосила фактично всіх його близьких родичів: загинули батько і молодший брат Анатолій, старший Федір помер у радянському концтаборі Білобородово під Томськом. У 1947 році загинула кохана жінка, яка була зв'язковою з підпіллям міста Луцька. Залишилися її портрети, намальовані у квітні 1945 року.

## Виставки
Протягом 1931–1944 років учасник 35 художніх виставок, зокрема:
- 1931–1932 — виставки у Львові, Празі, Берліні.
- 1932–1933 — виставки у Чикаго і Лос-Анджелесі.

## Альбоми
- Книжкові знаки Ніла Хасевича. — Варшава, 1939.
- Екслібрис Ніла Хасевича. — Філадельфія, 1939.
- Графіка в бункерах УПА. Альбом дереворитів виконаних в Україні в роках 1947—1950 мистця українського підпілля Ніла Хасевича—"Бей-Зота" та його учнів. — Филаделфія, 1952.
- Ніл Хасевич (1905—1952). Альбом. — Львів, 2010.

## Нагороди та відзнаки
- У 1931 році Ніл Хасевич був відзначений Почесною нагородою «Ватикан» за картину «Прання», а в 1932 — Почесним дипломом Варшавської Академії мистецтв за портрет «Мазепа».
- У 1948 році УГВР нагородила Хасевича медаллю «За боротьбу в особливо важких умовах».
- Згідно з Наказом Головного військового штабу УПА ч. 4/45 від 11.10.1945 р. співробітник референтури пропаганди Крайового проводу ОУН Північно-західних українських земель Ніл Хасевич — «Бей» нагороджений Бронзовим хрестом заслуги УПА.
- Згідно з Постановою УГВР від 6.06.1948 р. і Наказом Головного військового штабу УПА ч. 1/48 від 12.06.1948 р. співробітник референтури пропаганди Крайового проводу ОУН Північно-західних українських земель Ніл Хасевич — «Бей» нагороджений Срібним хрестом заслуги УПА.
- Згідно з Повідомленням УГВР від 15.03.1952 р. керівник графічної ланки крайового проводу ОУН Північно-західних українських земель Ніл Хасевич — «Бей» нагороджений Золотим хрестом заслуги УПА.

## Пам'ять

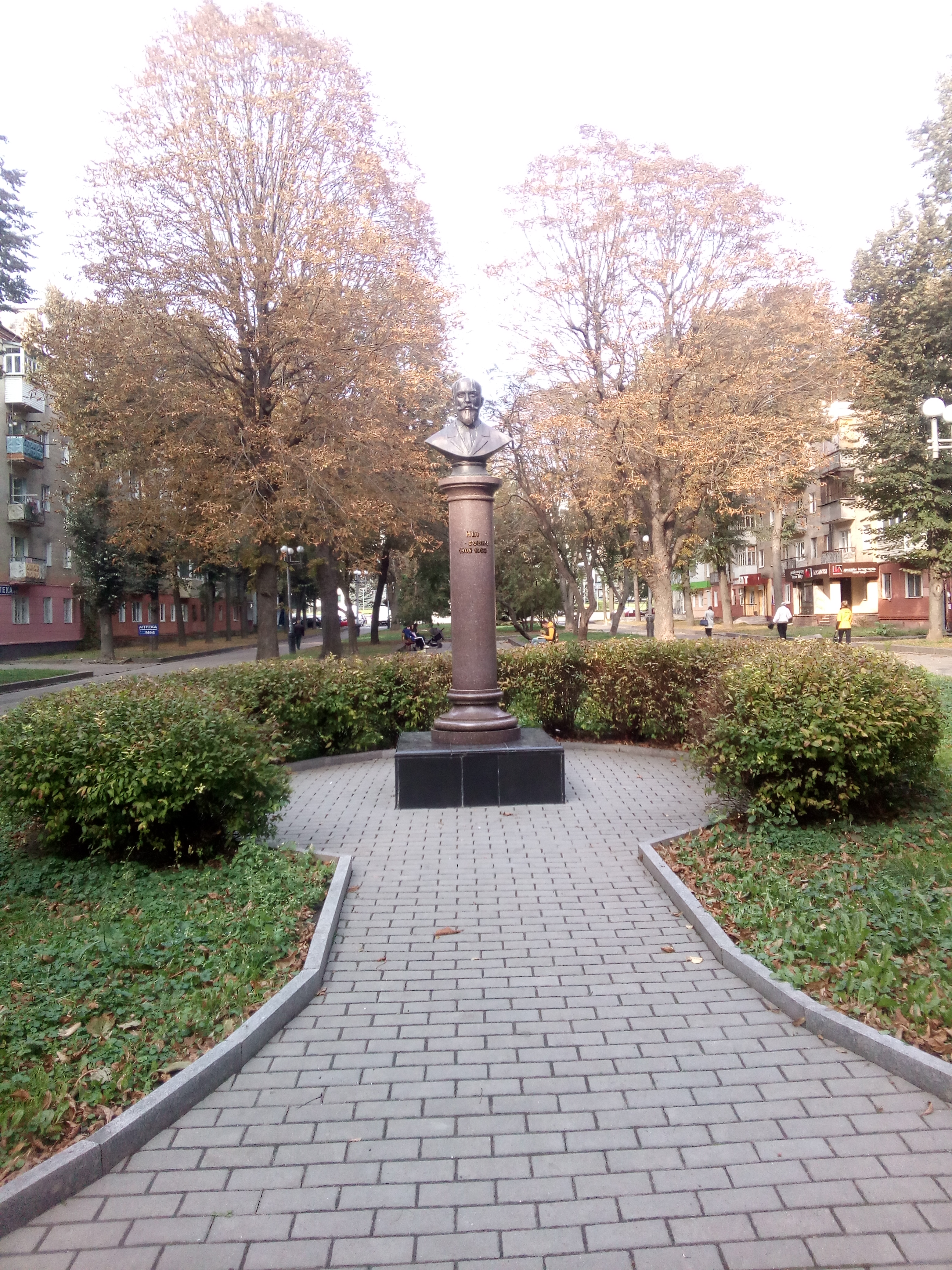
Пам'ятник Нілу Хасевичу в Рівному

Ніл Хасевич присвятив своє життя Україні, залишившись в історії як альтруїст. УГВР пропонувала йому переправитися на Захід, але він відмовився. Розташування його могили невідоме.
Вулиці Ніла Хасевича є в містах Київ, Костопіль, Львів, Луцьк, Рівне, Ковель, Володимир-Волинський та Первомайськ Миколаївської Області.
1992 року на місці загибелі Ніла Хасевича у Сухівцях Рівненського району встановлено пам'ятний знак (художник Валерій Войтович).
Також пам'ятник Нілу Хасевичу є в місті Рівне на вулиці Директорії. Відкрито меморіальну дошку у 1992 році у місті Рівному на вулиці Ніла Хасевича, на будинку № 1.
СБУ у Волинській області, на початку 1990-х років передала добірку оригіналів дереворитів Ніла Хасевича, які збереглися в архівах, до обласного краєзнавчого музею в Луцьку.
А 26 грудня 2008 року Служба безпеки України передала на постійне зберігання до Меморіального комплексу «Національний музей історії України у Другій світовій війні» 103 оригінали гравюр Ніла Хасевича та дерев'яне кліше для їх виготовлення, котрі зберігалися у сховищах КДБ.
Про долю Ніла Хасевича знято фільм «Здобути або не бути» (автор сценарію, режисер Михайло Ткачук).
На офіційному сайті Костопільської РДА пропонується два туристичні маршрути, що пов'язані з життям і творчістю Ніла Хасевича — «Ніл Хасевич — художник-борець» (знайомить з батьківщиною художника-графіка) та «Шляхами Української Повстанської армії» (знайомить з повстанським рухом на Костопільщині, в тому числі й у рідному селі Ніла Хасевича).
Постановою № 184-VIII Верховної Ради України від 11 лютого 2015 року 110 років з дня народження відзначалося на державному рівні.
На Рівненщині засновано премію імені Ніла Хасевича. Першим лауреатом її у 2016 році став живописець та графік Євген Чорний.
9 лютого 2018 року від імені Координаційної ради з вшанування пам'яті нагороджених Лицарів ОУН і УПА у м. Київ Золотий хрест заслуги УПА (№ 019), Срібний хрест заслуги УПА (№ 038) та Бронзовий хрест заслуги УПА (№ 047) передані Світлані Кожебаткіній, племінниці Ніла Хасевича — «Бея».

## Цитата
| «Я не можу битися зброєю, але б'юся різцем і долотом. Я, каліка, б'юся в той час, коли багато сильних і здорових людей в світі навіть не вірять, що така боротьба взагалі можлива… Я хочу, щоб світ знав, що визвольна боротьба триває, що українці б'ються», — написав художник Ніл Хасевич за рік до своєї загибелі. |

## Твори Ніла Хасевича
- Ukrainian Underground Art (англ.)
- Ніл Хасевич. Найживіша галузь мистецтва. Твори. [Архівовано 2 квітня 2015 у Wayback Machine.] — Рівне, Азалія, 2009.
- Галерея мистецтв — Хасевич Ніл [Архівовано 3 жовтня 2016 у Wayback Machine.]
- «Український перець», Листопад 1943
- «Український перець», Вересень 1944
- «Український перець», Березень 1945
- Агітація і пропаганда УПА: плакати, листівки та облігації (Ніл Хасевич) [Архівовано 12 березня 2012 у Wayback Machine.]
- Гроші УПА — графічні шедеври Ніла Хасевича. [Архівовано 29 листопада 2014 у Wayback Machine.]

## Статті про Ніла Хасевича
- Ніл Хасевич. Людина, яка створила візуальний образ УПА [Архівовано 30 грудня 2012 у Wayback Machine.]
- За повстанським художником Нілом Хасевичем радянські спецслужби полювали до березня 1952-го [Архівовано 11 травня 2012 у Wayback Machine.]
- Сергій Гупало. Головний художник УПА [Архівовано 12 лютого 2019 у Wayback Machine.]
- Сергій Гупало. Лицар свободи [Архівовано 17 січня 2008 у Wayback Machine.]
- Ігор Островський . Півтисячі кроків[недоступне посилання з червня 2019]
- Графіка з бункера[недоступне посилання з червня 2019]
- Сергій Шевченко, Дмитро Вєдєнєєв. Розвідник «Ярема» і підпільник «Зот» [Архівовано 4 листопада 2016 у Wayback Machine.]
- Василь Черняк. «Я б'юся різцем і долотом»
- Олесій Бухало. Як Ніл Хасевич вирізав на дереві образ українського підпілля [Архівовано 1 грудня 2017 у Wayback Machine.]

## Цікаво, що
- Стекляр Борис Єфимович (полковник КДБ, у 1976 році вийшов у відставку з посади начальника відділу Управління КДБ УРСР по Ровенській області, після чого очолював «Інтурист» у Рівному та області, голова рівненського відділення громадського об'єднання «Об'єднання ветеранів розвідки України»), причетний до загибелі багатьох повстанців, навіть у 2016 році є впливовою фігурою в СБУ. В інтерв'ю одному з російських ЗМІ заявив, зокрема: «Я робив праве діло… Ті, хто залишився у живих з бандерівців, — наша біда». Також подав позов до суду щодо заборони розсекречення його особової справи як енкаведиста-кадебіста та документів, які свідчать про його участь у ліквідації вояків УПА.[11]

- Сучасна відзнака президента України Хрест бойових заслуг наслідує дизайн Ніла Хасевича.[12]

## Галерея

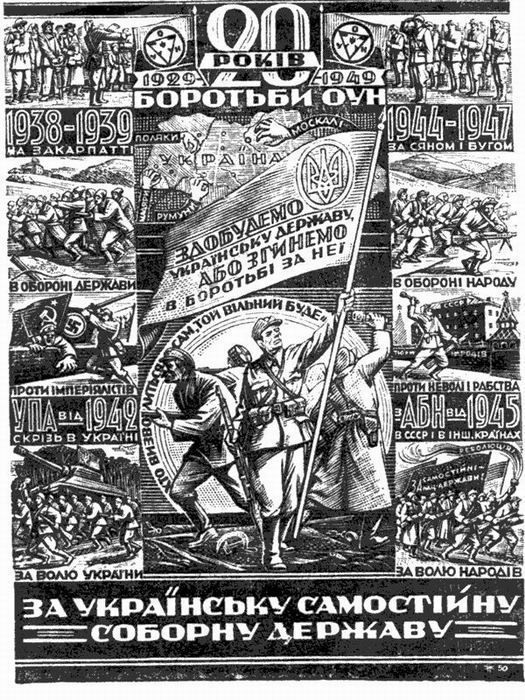
Плакат 1949 року